# Vitinha (calciatore marzo 2000)
Vitinha, pseudonimo di Vítor Manuel Carvalho Oliveira (Braga, 15 marzo 2000), è un calciatore portoghese, attaccante del Genoa.

## Carriera

### Club

#### Braga
Nato a Cabeceiras de Basto e cresciuto calcisticamente nel settore giovanile del Braga, Vitinha gioca con la formazione riserve del club durante la stagione 2020-2021; debutta in prima squadra il 13 gennaio 2021, in occasione dell'incontro di Taça de Portugal vinto per 5-0 contro la Torreense, realizzando anche la sua prima rete. Nello stesso mese, firma il suo primo contratto da professionista con il club. Il 28 febbraio dello stesso anno, debutta anche in Primeira Liga, sostituendo Abel Ruiz all'89º minuto dell'incontro in casa del Nacional, vinto per 2-1. Il 20 novembre 2021 segna quattro gol, di cui tre nei primi 15 minuti di gioco, nell'incontro di coppa contro il Santa Clara, vinto per 6-0.
Il 13 ottobre 2022, segna una tripletta nell'incontro pareggiato per 3-3 in casa dell'Union Saint-Gilloise, valido per la fase a gironi dell'Europa League.

#### Marsiglia
Il 31 gennaio 2023, Vitinha viene acquistato a titolo definitivo dall'Olympique Marsiglia, in Ligue 1, per circa 32 milioni di euro, firmando un contratto valido fino al 30 giugno 2027. Nell'occasione, la sua cessione diventa la più onerosa nella storia del Braga, superando il precedente record stabilito da Francisco Trincão nel 2020. Debutta con il club francese il 5 febbraio seguente, giocando da titolare l'incontro di campionato con il Nizza, perso per 3-1. Il 16 aprile dello stesso anno segna le sue prime reti per la squadra, contribuendo con una doppietta alla vittoria per 3-1 sul Troyes.

#### Genoa
Il 31 gennaio 2024, Vitinha viene ceduto in prestito al Genoa, in Serie A, con un'opzione di riscatto fissata a 25 milioni di euro. Il 3 febbraio seguente, esordisce con i Grifoni nella partita di campionato in casa dell'Empoli, subentrando a Mateo Retegui al 77º minuto. Il 9 marzo segna la sua prima rete in maglia rossoblu, nella sconfitta casalinga per 3-2 contro il Monza.
Il 21 giugno 2024 viene ufficialmente riscattato dal club rossoblu, per una cifra stimata di 16 milioni di euro più bonus.

### Nazionale
Vitinha ha giocato nelle nazionali giovanili portoghesi Under-18 e Under-21; con quest'ultima nazionale, nel 2023 ha partecipato al campionato europeo di categoria.
Nell'ottobre del 2022 è stato incluso dal CT della nazionale maggiore portoghese, Fernando Santos, nella lista dei pre-convocati per i Mondiali di calcio dello stesso anno, rimanendo però escluso dalla rosa finale.

## Statistiche
Statistiche aggiornate al 15 agosto 2025.
| Stagione                   | Squadra                    | Campionato                 | Campionato | Campionato | Coppe nazionali | Coppe nazionali | Coppe nazionali | Coppe continentali | Coppe continentali | Coppe continentali | Altre coppe | Altre coppe | Altre coppe | Totale | Totale |
| Stagione                   | Squadra                    | Comp                       | Pres       | Reti       | Comp            | Pres            | Reti            | Comp               | Pres               | Reti               | Comp        | Pres        | Reti        | Pres   | Reti   |
| -------------------------- | -------------------------- | -------------------------- | ---------- | ---------- | --------------- | --------------- | --------------- | ------------------ | ------------------ | ------------------ | ----------- | ----------- | ----------- | ------ | ------ |
| 2020-gen. 2021             | Sporting Braga B           | TD                         | 15         | 13         | CP+CdL          | 0+0             | 0+0             | -                  | -                  | -                  | -           | -           | -           | 15     | 13     |
| gen.-giu. 2021             | Sporting Braga             | PL                         | 1          | 0          | CP+CdL          | 1+0             | 1+0             | UEL                | 0                  | 0                  | -           | -           | -           | 2      | 1      |
| 2021-2022                  | Sporting Braga             | PL                         | 25         | 7          | CP+CdL          | 2+2             | 6+0             | UEL                | 9                  | 1                  | SP          | 1           | 0           | 38     | 14     |
| 2022-gen. 2023             | Sporting Braga             | PL                         | 17         | 7          | CP+CdL          | 3+2             | 1+1             | UEL                | 5                  | 4                  | -           | -           | -           | 27     | 13     |
| Totale Sporting Braga      | Totale Sporting Braga      | Totale Sporting Braga      | 42         | 14         |                 | 10              | 9               |                    | 14                 | 5                  |             | 1           | 0           | 67     | 28     |
| gen.-giu. 2023             | Olympique Marsiglia        | L1                         | 14         | 2          | CF              | 2               | 0               | -                  | -                  | -                  | -           | -           | -           | 16     | 2      |
| 2023-gen. 2024             | Olympique Marsiglia        | L1                         | 18         | 3          | CF              | 2               | 0               | UCL+UEL            | 1+6                | 0+1                | -           | -           | -           | 26     | 4      |
| Totale Olympique Marsiglia | Totale Olympique Marsiglia | Totale Olympique Marsiglia | 32         | 5          |                 | 4               | 0               |                    | 6                  | 1                  |             | 0           | 0           | 42     | 6      |
| gen.-giu. 2024             | Genoa                      | A                          | 9          | 2          | CI              | -               | -               | -                  | -                  | -                  | -           | -           | -           | 9      | 2      |
| 2024-2025                  | Genoa                      | A                          | 25         | 2          | CI              | 2               | 0               | -                  | -                  | -                  | -           | -           | -           | 27     | 2      |
| 2025-2026                  | Genoa                      | A                          | 0          | 0          | CI              | 1               | 0               | -                  | -                  | -                  | -           | -           | -           | 1      | 0      |
| Totale Genoa               | Totale Genoa               | Totale Genoa               | 34         | 4          |                 | 3               | 0               |                    | -                  | -                  |             | -           | -           | 37     | 4      |
| Totale carriera            | Totale carriera            | Totale carriera            | 123        | 36         |                 | 18              | 9               |                    | 22                 | 6                  |             | 1           | 0           | 161    | 51     |

## Palmarès

### Club

#### Competizioni nazionali
- Coppa di Portogallo: 1

Sporting Braga: 2020-2021